# Kličevac
Kličevac (cyr. Кличевац) – wieś w Serbii, w okręgu braniczewskim, w mieście Požarevac. W 2011 roku liczyła 1078 mieszkańców.